# 何景明
何景明（1483年—1521年8月5日），字仲默，號白坡，又號大復山人，河南汝寧府信陽州人，明朝作家。明朝文學家前七子之一，官至陝西提學副使。

## 生平
何景明幼時聰慧，弘治十一年（1498年）戊午科河南鄉試第三名舉人，年方十五，宗藩貴人，爭睹丰采。弘治十五年（1502年）壬戌科進士，授中書舍人。因向朝廷上書指控權宦劉瑾，被免官。正德六年（1511年）復職，十二年升為吏部員外郎，十三年遷陝西提學副使，正德十六年（1521年）病故，年僅三十九歲。

## 墓葬
墓地在今信阳师范学院校园内。

## 著作
何景明工詩古文，與李夢陽提倡復古，天下從之，文體一變。
何景明性耿介，輕榮利，從他的詩作中可以看出對當時政治黑暗不滿。如在詩作《玄明宮行》等詩中諷刺了皇室的奢慾和劉瑾的用權；在《盤江行》等詩中揭露了官軍屠掠人民的罪行。
何景明是「前七子」之一，地位僅次於李夢陽，「天下語詩文，必並稱何、李」（《明史·何景明傳》）。他主張文宗秦、漢，古詩宗漢、魏，近體詩宗盛唐。他在《述歸賦》中披露自己的文學思想是「於古人之文，務得其宏偉之觀，超曠之趣」；「不墜古人之餘烈」。這在打擊明代前期盛行的台閣體詩文及八股文上，有一定積極作用。正德年間，他這種主張產生頗大影響，「四方學士感願知先生，車馬填門巷」（《何大復先生年譜》）。
- 《何仲默集》十卷
- 《何大復先生集》三十八卷
- 《何大復集》二卷
- 《何子雜言》一卷
- 《何氏集》二十六卷
- 《四箴雜言》一卷
- 《大復論》
- 《律呂直解》
- 《雍大記》

## 佚事
《四友齋叢說》載其為人孤傲，在京期間參加筵席，閉目而坐，不與人言。

## 家族
曾祖何海；祖鑑，阴阳典术；父何信，驿丞。前母盧氏；母李氏。具庆下。兄何景韶（知縣）、何景暘（贡士）、何景暉。

## 延伸阅读
[在维基数据编辑]
 《國朝獻徵錄·卷之九十四》，出自焦竑《國朝獻徵錄》
 《明史卷二百八十六》，出自《明史》